# Koningsbergen
Koningsbergen (Duits: Königsberg, officieel tot 1936 Königsberg in Preußen en daarna tot 1946 Königsberg (Preußen), later Kaliningrad) was een Duitse stad in Oost-Pruisen. Koningsbergen werd gesticht in 1255 en was van 1457 tot 1945 hoofdstad en zowel cultureel als economisch centrum van het oosten van Pruisen. Het was de meest oostelijk en noordelijk gelegen grote stad van het Duitse Rijk (1871–1945). De stad ligt in Samland, dicht bij de Oostzeekust tussen het Wislahaf (Frisches Haff) en het Koerse Haf (Kurisches Haff). 
De stad is van groot belang geweest in de Duitse geschiedenis en werd, nadat Oost-Pruisen na de Eerste Wereldoorlog van Duitsland gescheiden was, een van de economisch meest vooruitstrevende steden van Europa. Tevens was de stad een Hanzestad. Aan het eind van de Tweede Wereldoorlog werd de stad vrijwel volledig verwoest. Daarna werd ze geannexeerd door de Sovjet-Unie en herbouwd onder de nieuwe naam Kaliningrad. 

## Overzicht
Koningsbergen werd gesticht als een burcht van de ridders van de Duitse Orde op de plek van het Oud-Pruisische dorpje Twangste in januari 1255. Het eerste fort was van hout, maar werd al in 1257 vervangen door een stenen burcht. De burcht werd vernoemd naar de Boheemse koning Ottokar II, die een bondgenoot in de onderneming was en de bouw van het eerste fort gefinancierd had.
Nadat het Slot Mariënburg in 1457 door de Polen was veroverd, werd het hoofdkwartier van de Duitse Orde verplaatst naar Koningsbergen. Vanaf 1525 behoorde de stad toe aan het hertogdom Pruisen. In 1701 kroonde keurvorst Frederik I van Brandenburg zich tot "koning in Pruisen" in het Slot van Koningsbergen. Vanaf 1773 was Koningsbergen de hoofdstad van de provincie Oost-Pruisen van het koninkrijk Pruisen. In 1861 werd er voor het laatst een koning gekroond in de stad, Wilhelm I, die later ook keizer van Duitsland zou worden.
Na het Verdrag van Versailles werd Oost-Pruisen door de Poolse Corridor afgescheiden van de rest van Duitsland. Door de oostelijke ligging werd Koningsbergen lang gespaard tijdens de Tweede Wereldoorlog. Eind augustus 1944 echter bombardeerde de Royal Air Force de stad. Na twee nachtelijke luchtaanvallen brandde de stad dagenlang. Van 6 tot 9 april 1945 werd de resterende bebouwing bijna volledig verwoest in de Slag om Koningsbergen. Van de 150.000 inwoners die begin april 1945 nog in de stad waren, kwamen de meesten om door honger, ziektes of aanvallen van het Rode Leger tijdens de verovering van de stad.
In december 1945 waren er nog zo’n 20.000 Duitsers in de stad. In oktober 1947 beval Stalin de deportatie van de laatste Duitsers.
In het Russisch heette de stad Кёнигсберг (Kjonigsberg) (jo = ë) en in 1946 werd de naam van de stad gewijzigd in Kaliningrad. Er bestaat enige discussie om de naam van de stad terug in Königsberg te wijzigen omdat Kalinin helemaal niets met de stad te maken had.

## Geschiedenis

### Middeleeuwen
Reeds in de 10e eeuw was er een omwalde burcht aan de monding van de Pregel die de naam Twangste droeg. Bij de burcht hoorde een dorpje en een haven als ontmoetingsplaats tussen Vikingen (Deense Vikingen zowel als de Vikingen uit Rusland) en handelslieden uit Noord-Duitse handelsplaatsen zoals met name Lübeck. Toen de Duitse Orde in 1230 begon met de verovering van Pruisen, planden de Lübeckers een dochterstad, al lukte hen dat niet meteen.
Twangste werd bezet door de Duitse Orde in 1255, als slotakte van de kerstening en verovering van het land van de heidense Pruzzen, een aan de Litouwers verwant volk. Een burcht werd opgericht en het latere stadsdeel Altstadt werd daarnaast in 1256 aangelegd, maar in 1263 tijdens een opstand van de Pruzzen weer verwoest en later herbouwd. De Duitse Orde gebruikte Koningsbergen als basis voor verdere veroveringen in Samland en voor haar campagnes tegen het grootvorstendom Litouwen. In de jaren die volgden, vestigden zich Duitse kolonisten in het gebied die zich vermengden met de oorspronkelijke Pruisische bevolking. De laatsten assimileerden en namen eerst de Nederduitse en later na de reformatie de Hoogduitse taal over. Het Oudpruisisch, net als Lets en Litouws een Baltische taal, leefde als plattelandstaal voort in de omgeving maar stierf in de 17e eeuw langzaam uit.
In 1286 kreeg de Altstadt stadsrechten en hoewel de groei van de stad al snel beperkt werd door zijn eigen stadsmuren, verrezen er in het ommeland al snel andere nederzettingen. In 1300 kreeg ook het nabijgelegen Löbenicht stadsrechten. Hoewel beide steden in principe onafhankelijk waren, vormden zij in de praktijk één nederzetting en de naam Koningsbergen werd al gauw voor beide steden gezamenlijk gebruikt. In 1327 kreeg een derde nederzetting (Kneiphof) ook stadsrechten, zodat het nu een soort drielingstad was geworden, met drie raadhuizen en drie burgemeesters. Deze merkwaardige toestand zou tot 1724 in stand blijven. Op het eiland Kneiphof werd tussen 1330 en 1380 de dom gebouwd. In 1340 trad de stad toe tot het Hanzeverbond. De bisschop van Samland had in de stad zijn residentie.
Na de Dertienjarige Oorlog werd Pruisen in 1466 bij de Tweede Vrede van Thorn gesplitst. Koningsbergen bleef onder gezag van de Duitse Orde in Pruisen. Na het verlies van het bestuurlijk centrum, de burcht Mariënburg, gelegen in West-Pruisen, werd het hoofdkwartier van de grootmeester (Hochmeister) in 1457 verplaatst naar Koningsbergen.

### Hertogdom Pruisen
Na de secularisering van de Duitse Orde in de begintijd van de reformatie werd de stad in 1525 residentie van het Hertogdom Pruisen. Albrecht van Brandenburg-Ansbach, de laatste grootmeester van de Orde, werd de eerste hertog. Omdat het hertogdom enkel het oostelijk deel van Pruisen (Oost-Pruisen) omvatte werd de titel Hertog in Pruisen en niet Hertog van Pruisen. De Poolse koning had sinds 1466 de positie van soeverein en leenheer verworven maar zijn invloed bleef betrekkelijk. Bij een koninklijk bezoek aan de stad ontzegde de streng lutherse gemeenteraad de Poolse vorst de toegang tot de Domkerk. Hertog Albrecht Frederik streefde tegenover de stadsregering naar versterking van zijn eigen gezag, onder dekmantel van het koninklijke gezag. Daarom liet hij in 1612 een katholieke kerk bouwen op zijn eigen grond, want de stadsregering was er fel op tegen. Zijn persoonlijke affiniteit lag overigens bij het calvinisme en in 1613 werd hij hervormd, wat het conflict met de stadsregering nog meer deed oplaaien, maar tegelijk waren deze conflicten en hun oplossing een uitdrukking van een voor die tijd bijzondere religieuze pluriformiteit. Deze bleef een kenmerk van het tolerante klimaat in de stad. In 1680 mochten joden hun eerste synagoge bouwen. Na 1685 kregen uit Frankrijk gevluchte hugenoten toegang, na 1733 uit Salzkammergut gevluchte lutheranen.
In 1544 stichtte hertog Albrecht de tweede lutherse universiteit van Europa, die de naam Collegium Albertinum of kortweg Albertina kreeg. De ontdekking, in de astronomie, van de Pruisische tabellen door Erasmus Reinhold werd deels gefinancierd door de hertog.
Albrecht Frederik werd de tweede hertog van Pruisen. Reeds op 18-jarige leeftijd leed hij aan een depressie, waardoor er vanaf 1577 regenten over het hertogdom regeerden. Doordat Albrecht Frederik geen mannelijke nakomelingen had, werd zijn schoonzoon Johan Sigismund van Brandenburg, die sinds 1603 regent was, de volgende hertog in 1618. Hierdoor werd Pruisen nu in personele unie geregeerd samen met de Mark Brandenburg. De hertogen moesten wel de Poolse koning als hun leenheer blijven erkennen. Nadat, in hun eeuwenlange rivaliteit, Polen door Zweden definitief was verslagen en zijn macht zag wegzinken, legde de Zweedse koning in 1657 zijn soevereiniteit op aan hertog Frederik Willem I. Bij de Vrede van Oliva zou de hertog, in 1660, zelf soeverein worden en dat legde de basis voor een koningschap. Hij bewees zijn onafhankelijk staatsmanschap door de Zweden in 1679, toen zij opnieuw binnenvielen, te verdrijven. Het koninkrijk Pruisen zou dan in 1701 opgericht worden met de kroning in Koningsbergen van hertog-keurvorst Frederik III van Brandenburg, vanaf nu koning in Pruisen.

### Koninkrijk Pruisen

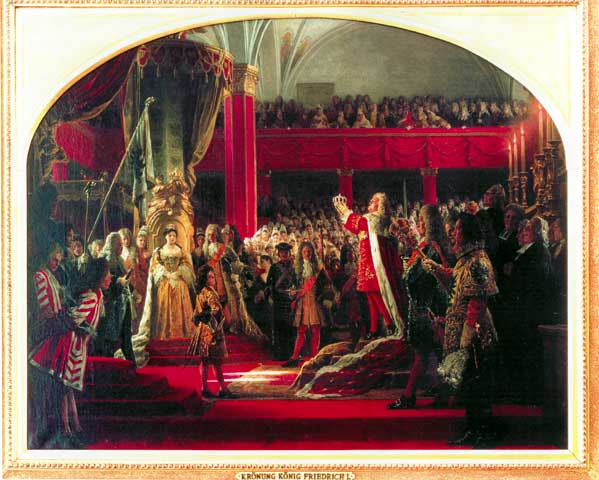
Koningskroning van Frederik I

In 1701 werd het hertogdom verheven tot een koninkrijk. De Poolse koning had zijn invloed definitief verloren en hertog-keurvorst Frederik III liet zich in de slotkerk kronen tot koning Frederik I. De stadsregering verzette zich tevergeefs tegen deze soevereine pretentie en stond de kroning niet in de Domkerk toe. De titel was koning in Pruisen en niet koning van Pruisen omdat Koninklijk Pruisen, het westelijke deel van Pruisen (West-Pruisen) nog steeds onder gezag stond van de Poolse kroon. De titel koning van Pruisen zou als een territoriale claim op dit Poolse gebied kunnen worden opgevat. Door de verheffing tot koninkrijk werd de naam Pruisen sindsdien ook gebruikt voor het Brandenburgse hertogelijke gebied met Berlijn als centrum. In 1772 kwam West-Pruisen weer onder Pruisisch gezag wat de titel koning 'van' Pruisen zou gaan rechtvaardigen. In 1945 werd Pruisen als staatkundig begrip opgeheven, de Pools-Russische annexatie zowel als de opname in de DDR deden de naam van de landkaarten verdwijnen en na 1990 zou Brandenburg als Duitse deelstaat onder die naam gerestaureerd worden.
Van 1708 tot 1710 verloor Oost-Pruisen een groot deel van zijn bevolking aan de pest. Deze verliezen werden weer aangevuld door 'soldatenkoning' Frederik Willem I, met het aantrekken van kolonisten uit het midden van Duitsland, en van vluchtelingen, in totaal 40.000 nieuwe bewoners, waaronder de genoemde 14.000 lutherse Salzburgse emigranten, die door de vorst-bisschop van Salzburg gedwongen werden zich te bekeren tot het katholicisme of anders te vertrekken. De meesten kregen plaats op het oostelijke platteland, maar en aanzienlijk deel ook in de stad. Daarnaast kregen ook veel Litouwers van even over de grens in het oosten een plaats in ontvolkte dorpen en op verlaten boerderijen. Geschat wordt dat minstens een vierde van de bevolking van Oost-Pruisen en dus ook van Koningsbergen afstamde van de 18e-eeuwse immigranten.
In 1724 werden de drie steden die Koningsbergen vormden en vele eromheen gegroeide dorpen uiteindelijk verenigd tot één bestuurlijk geheel. Deze verenigde stad is de stad die de filosoof Immanuel Kant (1724–1804) zijn thuis zou noemen. Hij was hoogleraar aan de befaamde Albertina, de in 1544 opgerichte universiteit. De wereldberoemd geworden filosoof zou de stad zijn hele leven maar zelden verlaten; hij ligt naar verluidt begraven naast de Dom van Koningsbergen, in een speciaal mausoleum, dat echter in de Tweede Wereldoorlog leeggeroofd is. In 1730 werd in Koningsbergen Johann Georg Hamann geboren, ook hij zou een bekend filosoof worden.
Na de Eerste Poolse Deling in 1772 lijfde Pruisen West-Pruisen in, waarmee het hele gebied van de middeleeuwse Ordensstaat binnen het moderne koninkrijk Pruisen was gekomen. Frederik II werd nu koning van Pruisen genoemd en niet langer koning in Pruisen. Rond 1800 was Koningsbergen met 60.000 inwoners een van de grootste Duitse steden na Berlijn met 170.000, en voor Keulen en Frankfurt am Main beide met 50.000 en München met 30.000. De welvaart en groei van de stad was niet aan het onmiddellijke achterland van de provincie Oost-Pruisen te danken maar aan het feit dat de handel in landbouwproducten, hout en bont uit Polen en Rusland voor een aanzienlijk deel via Koningsbergen verliep. De stad was weliswaar Pruisisch en Duits, maar haar culturele functies bleven daartoe niet beperkt. De opleiding van predikanten en de uitgave van Poolse en Litouwse religieuze werken, verbonden aan de luthers-theologische faculteit, was van grote invloed op de Pools- en Litouwssprekende bevolking in het zuiden en oosten van Oost-Pruisen en vandaar tot over de grenzen heen. Overigens zouden deze culturele minderheden, na een lange periode van Pruisische tolerantie, sinds het einde van de 19e eeuw grotendeels verduitst worden door het afgedwongen nationale conformisme in het Duitse keizerrijk.

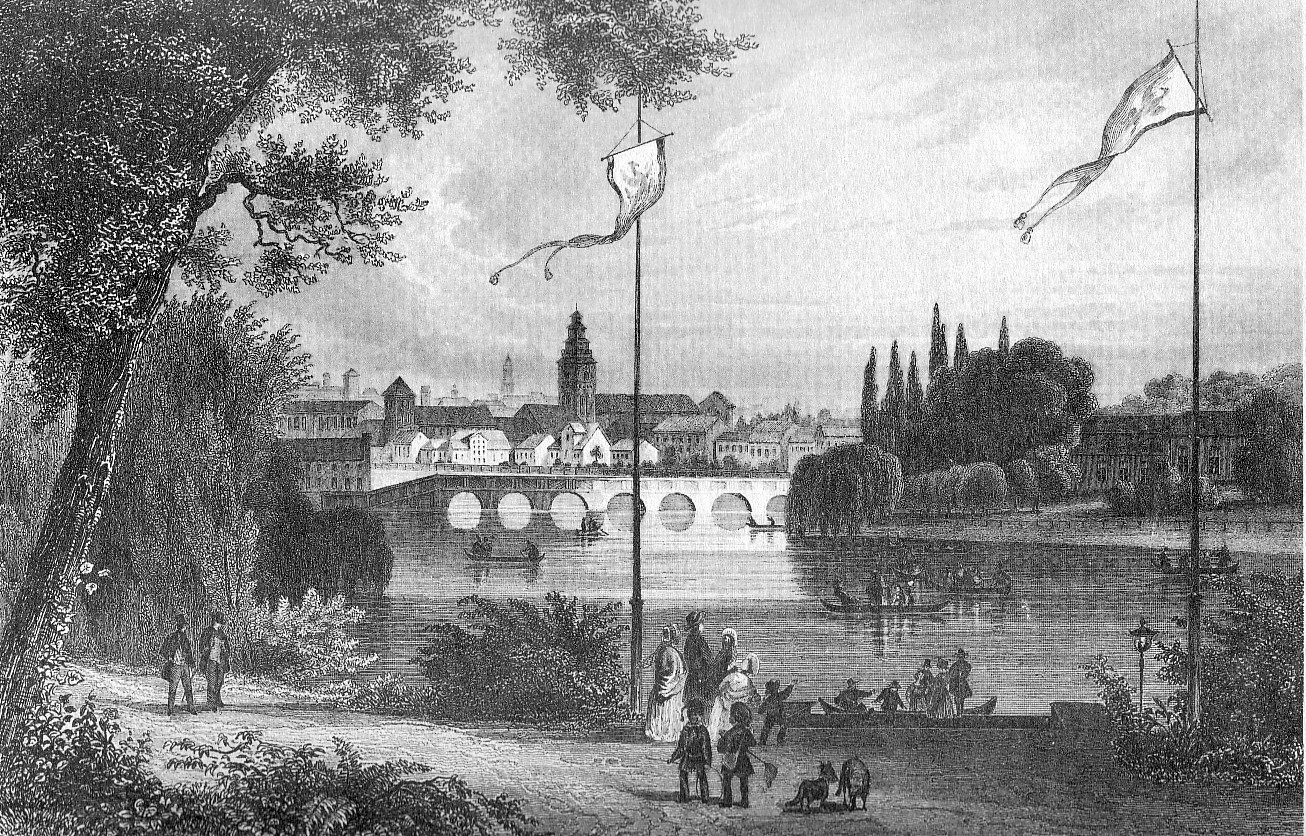
Koningsbergen omstreeks 1850

Tijdens de napoleontische oorlogen was Koningsbergen een belangrijke vestingstad. De stad en de omgeving werden de tijdelijke regeringszetel van Pruisen nadat Berlijn door de Fransen was bezet, en een vluchtplaats voor het Pruisische leger dat verslagen werd in de slag bij Jena. Daarna moest de stad enorme bedragen gaan betalen aan de inkwartiering van het bezettende Franse, en vervolgens aan die van het bevrijdende Russische leger. Na de terugtrekking van Napoleon uit Rusland en zijn uiteindelijke nederlaag bij Waterloo kon in het financieel failliete Koningsbergen een bestuurlijke hervorming van het Pruisische koninkrijk beginnen.
Langzaam kwam de stad weer in economisch gunstig vaarwater. In 1848 beschikten de reders van de stad over 38 handelsschepen. In november 1852 kreeg de stad een eigen gasverlichting. In 1860 werd het spoorwegennetwerk in Oost-Pruisen voltooid. Van Eydtkuhnen over Koningsbergen ging het spoornetwerk tot in Berlijn en Koningsbergen werd een van de Noord-Europese knooppunten op gebied van treinverkeer. In 1861 liet Wilhelm I zich in Koningsbergen kronen tot koning. Het was de laatste keer dat Koningsbergen die eer te beurt zou vallen.

### Duitse Rijk
De in 1834 opgerichte Deutsche Zollverein en de in 1867 opgerichte Noord-Duitse Bond omvatte in tegenstelling tot het Heilige Roomse Rijk en de Duitse Bond ook Oost-Pruisen. In 1871 werden de Duitse staten verenigd in het Duitse Keizerrijk waartoe ook Oost-Pruisen behoorde. Vanaf deze tijd beleefde de stad een economische opleving. Bestuurlijk werd haar functie beperkt tot de in 1878 nieuw opgerichte, anders gezegd herstelde, provincie Oost-Pruisen.
Door het Verdrag van Versailles werd Oost-Pruisen afgesneden van de rest van het Duitse Rijk. Het nieuwe Polen kreeg met West-Pruisen de Poolse Corridor naar de Oostzee. De scheiding zorgde voor economische problemen. Deze werden bewust door het nieuwe Polen bevorderd, in de hoop dat de exclave geworden provincie zich op den duur met dat land zou moeten gaan verbinden. Vanuit Berlijn kwamen, om dat te verhinderen, juist aanzienlijke investeringskapitalen ter beschikking. Burgemeester Hans Lohmeyer en Carl Friedrich Goerdeler richtten een bedrijf op, een vroege vorm van een beheersmaatschappij genaamd het Königsberger System. De stad richtte een GmbH op, die eigendom van de stad bleef en de aandeelhouders bestonden uit politieke vertegenwoordigers. Zo werden de bedrijven Königsberger Werke GmbH, Straßenbahn GmbH, Stiftung für gemeinnützigen Wohnungsbau GmbH en Königsberger Hafengesellschaft mbH opgericht. Dit principe was een mijlpaal voor de stad en een voorbeeld voor andere steden.
De infrastructuur van de stad werd doelgericht veranderd. Er kwam een groene gordel met verschillende parken die 602 hectare omvatte. Omliggende gemeenten fuseerden met Koningsbergen zodat de stad nog groter werd. De Seedienst Ostpreußen werd in het leven geroepen ter bevordering van de scheepvaart en de verbinding over zee met de rest van Duitsland, nu de Poolse corridor verbinding over land belemmerde. In 1919 was al de Luchthaven Koningsbergen-Devau in gebruik genomen, het was de eerste burgerluchthaven in Duitsland. In 1926 werd de nieuwe Reichsbahnbrücke geopend, wat gezien werd als een technisch wonder. In 1929 werd het nieuwe Hauptbahnhof aan de zuidelijke stadsrand geopend en een jaar later het Nordbahnhof aan de Hansaplatz. Het havenbekken werd verbreed en het toegangskanaal dieper gemaakt. De grootste silo van Europa werd er gebouwd. IJsbrekers zorgden ervoor dat de haven ook in de winter bereikbaar was. In 1920 opende Rijkspresident Friedrich Ebert de eerste Ostmesse, een grote beurs die tot 1941 regelmatig gehouden zou worden. Op de plaats van de beurs werd ook het Huis van de Techniek gebouwd. In 1930 werd voor de vele handelslieden aan de slotvijver het Parkhotel gebouwd. In het kader van de Ostmesse werd ook de Ostmarken Rundfunk AG opgericht, zij vonden onderdak in het door Hanns Hopp gebouwde Neue Funkhaus op de Hansaplatz. Koningsbergen bereikte een dynamiek die bij geen andere Duitse stad voorkwam en haar bevolking groeide tot bijna 400.000 inwoners.

Koningsbergen binnen de grenzen van Oost-Pruisen van 1919 tot 1939.

Tijdens de tijd van het nationaalsocialisme was Koningsbergen het hoofdkwartier van Gauleiter Erich Koch. Het Fort Quednau werd tussen maart en juni 1933 gebruikt als voorlopige gevangenis voor tegenstanders van het nieuwe regime. Het fort was een soort voorloper van de concentratiekampen. Oost-Pruisen was net als de andere voormalige oostgebieden een van de meest pro naziprovincies van het rijk. Meer dan 55% van de bevolking stemde al voor de nazi’s bij de verkiezingen van maart 1933. In de stad woonde een derde van de joden in Oost-Pruisen. Hun aantal slonk van 3.200 in 1933 tot 2.100 in 1938. De Nieuwe Synagoge die in 1896 gebouwd werd, werd verwoest tijdens de Kristallnacht in 1938. 500 joden vluchtten weg uit de stad. Na de Wannseeconferentie van 20 januari 1942 werden de overgebleven joden gedeporteerd naar concentratiekampen.
In de Tweede Wereldoorlog kwam het na het begin van de Grote Vaderlandse Oorlog met de Sovjet-Unie al tot een eerste bombardement op de stad op 23 juni 1941. De opmars van de Duitse Wehrmacht zorgde ervoor dat de Russen al snel bezweken. Door het feit dat de stad zo afgelegen lag in het Duitse Rijk bleef de stad lange tijd gespaard van andere aanvallen. Grote luchtaanvallen op Koningsbergen door de Royal Air Force volgden echter in de nacht van 26 op 27 augustus 1944 en vooral van 29 op 30 augustus. Vooral de 480 brandbommen in die tweede nacht zorgden voor grote verwoesting. Vele delen van de stad brandden dagenlang. De historische stadsdelen Altstadt, Kneiphof en Löbenicht werden verwoest. De helft, zo’n 200.000, van de inwoners van de stad werd dakloos. Vooral de dom, het slot, vele kerken van de binnenstad, de nieuwe en oude universiteit werden getroffen. Tot 1945 herbergde het slot de legendarische barnsteenkamer, die sindsdien spoorloos is.
In 1945 werd de stad tot vesting uitgeroepen in het Oost-Pruisenoffensief. De evacuatie van de burgerij, om aan het oorlogsgeweld te ontkomen, werd verboden en op overtreding stond de doodstraf. De bevolking zat in de val en velen kwamen om tijdens de drie maanden dat Koningsbergen werd verdedigd door de Wehrmacht, Waffen-SS en Volkssturm. In de Slag om Koningsbergen namen de Sovjettroepen de stad uiteindelijk in en capituleerde generaal Otto Lasch op 9 april. Op dit tijdstip bevonden de eerste Sovjeteenheden zich al op de Paradeplatz, waar ook de bunker van Lasch lag. De burgerbevolking van de stad ging grotendeels te gronde aan de massale verkrachtingen en moordpartijen van de Sovjetmilitairen.

### Sovjet-Unie

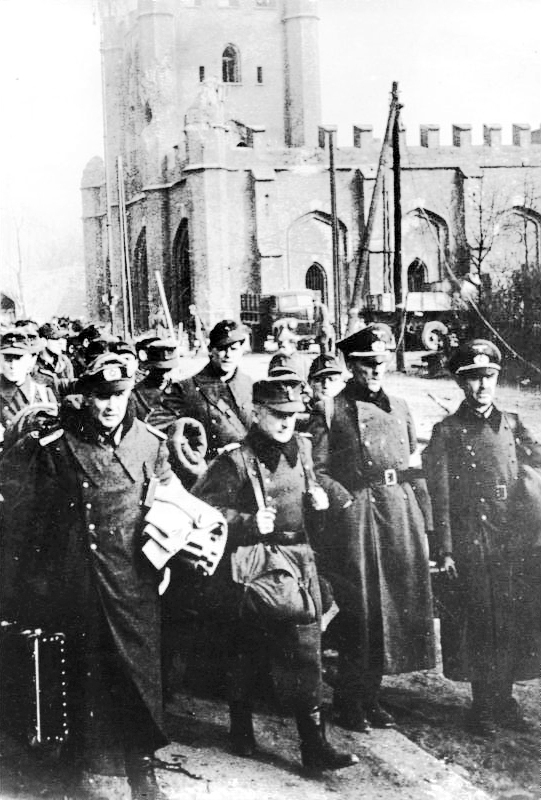
Gevangen officieren van de Duitse Wehrmacht voor de Koningspoort op 12 april 1945

Op de Conferentie van Potsdam werd het − al tijdens eerdere oorlogsconferenties genomen − besluit uitgevoerd om Oost-Pruisen in tweeën te verdelen. Het zuiden kwam toe aan Polen en het noorden met de stad Koningsbergen werd geannexeerd door de Sovjet-Unie. Op 7 april 1946 werd het gebied opgenomen in de Russische SFR als Kjonigsbergskaja Oblast. Nadat de stad de naam Kaliningrad gekregen had, heette het Kaliningradskaja Oblast. De nieuwe naam had de stad te danken aan de revolutionair Michail Kalinin die in juli 1946 overleed. De naamswijziging van de overige dorpen en steden in het gebied rond Koningsbergen begon in de herfst van 1947 en was afgerond in de zomer van 1950.
Bij een volkstelling in augustus 1945 woonden er nog zo’n 100.000 Duitse burgers in de stad, voornamelijk vrouwen, kinderen en ouderen. Zij werden als dwangarbeiders ingezet. In oktober 1947 werd hun reisverbod opgeheven en mochten ze gedeporteerd worden naar Duitsland, maar tegen die tijd waren er nog slechts 20.000 in leven. De overigen waren slachtoffer geworden van ziektes, hongersnood of executies. De stad en omgeving werden herbevolkt door voornamelijk Russen en kleinere groepen van meestal Wit-Russen en Oekraïners.
Slechts enkele oude inwoners bleven in de stad. Pas na de val van de Sovjet-Unie in 1990 was het voor deze minderheid of hun afstammelingen mogelijk om als Duitse minderheid in de openbaarheid te treden. Er zou nu ongeveer 0,6% van de bevolking een Duitse afstamming hebben, waarvan een groot deel niet oorspronkelijk uit Koningsbergen komt maar hierheen verhuisde uit andere voormalige Sovjetgebieden, namelijk die waarheen na 1945 Duitse minderheden − zogenaamde Volksduitsers, in dit geval Rusland-Duitsers − waren gedeporteerd, zoals met name uit Kazachstan.

#### Teruggave aan Duitsland?
Volgens een bericht in Der Spiegel (2010) zou de Sovjet-Unie in 1990 aangeboden hebben Noordoost-Pruisen met Kaliningrad over te dragen aan Duitsland in ruil voor miljarden DM omdat Rusland toen in grote financiële problemen verkeerde. Maar vanwege de te verwachten problemen met vooral buurland Polen, en waarschijnlijk ook met de bijna 100% Russische bevolking van de exclave, en daarbovenop nog de enorme kosten voor een wederopbouw van het totaal verarmde gebied, zag de Duitse regering ervan af. Bovendien zou de aanstaande integratie van de voormalige DDR in Duitsland, wat toen de eerste prioriteit had, naar verwachting al genoeg problemen geven en ook handenvol geld gaan kosten.

## Politiek
Koningsbergen was de hoofdstad van Oost-Pruisen. De belangrijkste instituten aanwezig in de stad waren de Oberpostdirektion, de Reichsbahndirektion, de rijksbelastingdienst, hoofddouanekantoor, hoofdbureau van de politie, een rechtbank.

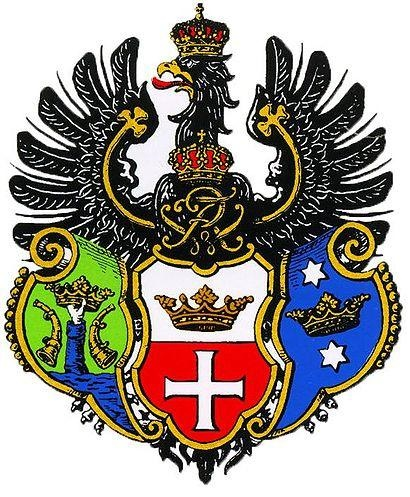
Stadswapen

### Wapenschild
Het historische stadswapen toont de drie voormalige wapenschilden van Altstadt, Löbenicht en Kneiphof, verenigd onder de Pruisische Adelaar. Het wapen werd door koning Frederik Willem I eerst als zegel gebruikt in 1724 en werd in 1906 tot stadswapen uitgeroepen. De adelaar heeft de initialen FRW (Frederik Willem Rex) op de borst met daarboven de hertogelijke kroon van Pruisen en boven op de kop de koningskroon.
In het midden staat het wapen van Altstadt, boven een rode kroon op zilveren achtergrond en onder een zilveren kruis op rode achtergrond. Rechts het wapen van Löbenicht, een kroon tussen twee sterren en links het wapen van Kneiphof, een hand die uit de golven omhoog komt met een gouden kroon langs beide kanten begeleid door een hoorn.

### Burgemeesters
1464–? Georg Steinhaupt
1710–? Michael Kongehl
1780–1796 Theodor Gottlieb von Hippel der Ältere
1796–1809 Bernhard Gervais
1809–1810 Martin Gottlieb Deetz
1810–1813 August Wilhelm Heidemann
1814–1826 Carl Friedrich Horn
1826–1838 Johann Friedrich List
1838–1842 Rudolf von Auerswald
1843–1848 August Friedrich Krah
1853–1864 Carl Gottfried Sperling
1865–1866 Adolf Ernst von Ernsthausen
1867–1872 Friedrich Kieschke
1872–1874 Carl Johann Eduard Szepansky
1875–1893 Johann Karl Adolf Selke
1893–1902 Hermann Theodor Hoffmann
1903–1918 Siegfried Körte
1919–1933 Hans Lohmeyer
1933–1945 Hellmuth Will

### Militair

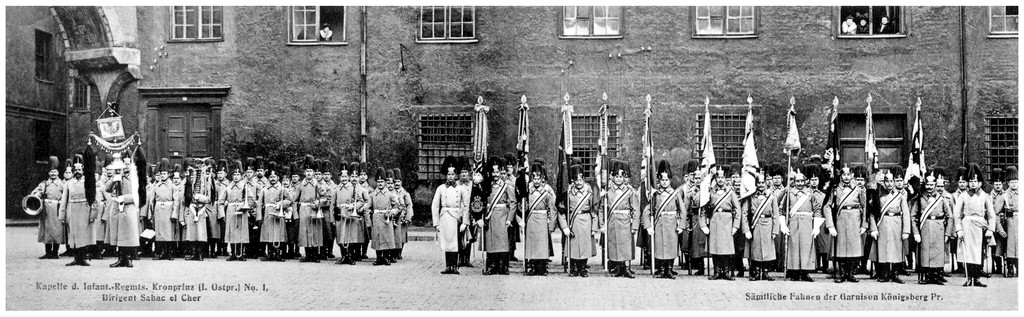
Garnizoen in Koningsbergen

Koningsbergen was een belangrijke garnizoensstad. Al in 1360 coördineerde Henning Schindekopf vanuit Koningsbergen de veldslagen van de Duitse Orde tegen de heidenen van Litouwen. De stad bleef het centrum voor verdediging van Oost-Pruisen en had een eigen commandantuur als verdediging van de stad.
Ook na het Verdrag van Versailles bleef de stad een belangrijke vesting en had het grootste garnizoen van het land.
Daarvoor was de stad al eens eerder tijdens de Zevenjarige Oorlog door de Russen veroverd, terwijl Napoleon er een deel van zijn troepen voor de tocht naar Rusland had gelegerd.

## Bevolking
Parallel met de politieke en economische ontwikkeling van de stad steeg ook het inwonersaantal. Rond 1400 telde de stad ongeveer 10.000 inwoners. Nadat het inwonertal verdubbeld was, stierven in 1601/02 12.000 inwoners aan een pestepidemie. In 1813 telde Koningsbergen 50.000 inwoners en was een van de grootste steden van het Duitstalige gebied met meer inwoners dan Frankfurt am Main, Stuttgart en München. In de daaropvolgende tijd echter bleef de groei achter op de steden uit het midden of westen van Duitsland door de industriële ontwikkeling die daar plaatsvond. Oost-Pruisen bleef een voornamelijk agrarisch gebied. Toen de stad uiteindelijk aangesloten werd op het zich uitbreidende spoorwegnet, begon ook in Koningsbergen meer industriële activiteit te groeien die zorgde dat meer mensen zich hier vestigden. In 1864 overschreed de stad voor het eerst de grens van 100.000 inwoners. Doordat talrijke dorpen in de onmiddellijke omgeving een deelgemeente werden van Koningsbergen, steeg het bewonersaantal in 1910 tot 264.000. Na de Eerste Wereldoorlog werd Oost-Pruisen een exclave buiten het Duitse Rijk waardoor een verdere groei verhinderd werd. In 1925 telde de stad 287.000 inwoners en nadat er opnieuw enkele dorpen deel van de stad geworden waren, steeg het aantal in 1933 tot 316.000. Kort voor het uitbreken van de Tweede Wereldoorlog telde de stad 385.000 inwoners, mede door nieuwe annexaties van omliggende dorpen.
Uit de volkstelling van het jaar 1925 blijkt de geloofsovertuiging van de inwoners: 92% was luthers (evangelisch), 5% katholiek, 1% joods en 2% had een andere overtuiging.
In 1722 werd een doperse mennonietengemeente gesticht. Een na 1685 door Franse vluchtelingen onderhouden Hugenotengemeente hield haar diensten lange tijd in het Frans. Voor de kooplieden uit Groot-Brittannië bestond er een Engelse kerk. De Jüdische Gemeinde Königsberg werd definitief opgeheven in 1948, maar al in 1941 waren vrijwel alle Joden gedeporteerd of gevlucht.

## Cultuur en bezienswaardigheden

### Media
Op 2 februari 1924 werd in een kleine barak op de site van de beurs de Ostmarken Rundfunk AG (ORAG) opgericht. De stad was mede-eigenaar van de radiozender en was de eerste stad in Duitsland die een eigen radiostation had. In 1933 ging de ORAG op in de Reichssender Königsberg. De laatste uitzending was op 7 april 1945.
De belangrijkste kranten waren de Hartungsche Zeitung (1640), de Ostpreußische Zeitung (1848), het Königsberger Tageblatt (1897), de Königsberger Volkszeitung (1901), de Königsbergische Avisen en de Echo des Ostens. Sinds 1992 verschijnt de Königsberger Express.

### Musea
Het belangrijkste museum was het Ostpreußisches Provinzialmuseum in het Slot van Koningsbergen. Ook in het slot was het Prussia-Museum met de beroemde Prussia-Sammlung. Er was een rijke verzameling van land- en volkskunde zoals de geschiedenis van het gebied. De Moskowitersaal diende als vertegenwoordiging van de oorlogs- en militaire geschiedenis. In de kunstgalerij van het slot werden vele schilderijen tentoongesteld, onder andere van schilders als Lucas van Leyden, Michael Willmann, Anton Möller en Lovis Corinth. In het barnsteenmuseum werden bekers, kisten en kunstwerken uit barnsteen tentoongesteld.

### Opera en theater
Het Stadttheater Königsberg was een gerenommeerd theaterhuis en na de bouw van het Neues Schauspielhaus werd het als operagebouw gebruikt. In het Neues Schauspielhaus zag men onder leiding van directeur Leopold Jessner acteurs zoals Agnes Straub, Emil Jannings en Paul Wegener, het theater evolueerde tot een van de modernste van Duitsland.
De opera carmen was een groot succes in oktober 1876, veel groter dan in Parijs waar de opera aanvankelijk niet aansloeg. Onder leiding van Hans Schüle was het operahuis van 1928 tot 1932 de meest avant-gardistische opera van Duitsland: Igor Stravinski, Paul Hindemith en Ferruccio Busoni stonden op het programma. In het operahuis werkten operacomponisten zoals Otto Nicolai en Hermann Goetz, componisten zoals Herbert Brust, Erich Börschel, Fritz Ilhau en dirigenten zoals Wilhelm Furtwängler, Hans Knappertsbusch, Karl Böhm en Hermann Abendroth. De stad had twee grote orkesten: het Städtische Orchester Königsberg en het Orchester am Reichssender Königsberg dat door Hermann Schercher opgebouwd werd.
De werken van vele beeldende kunstenaars is met de stad verbonden: onder andere Lovis Corinth, Käthe Kollwitz, Hermann Brachert en Fritz Burmann en intelligentisa als Simon Dach, Johann Gottfried Herder, E. T. A. Hoffmann, Ernst Wiechert en Agnes Miegel. De stad had een Kunst- und Gewerkschule en ook een Kunstacademie. Tijdens het Derde Rijk vluchtten vele kunstenaars naar Memelland dat voor de annexatie, door Litouwen in 1923, bij Oost-Pruisen hoorde. Het gebied was overwegend Duitstalig en hier stonden de kunstenaars niet onder censuur of controle van de overheid.

### Bouwwerken
De belangrijkste bouwwerken in de stad waren de dom van Koningsbergen en het slot van Koningsbergen. Het slot was van grote kunsthistorische waarde. Wat er nog van restte na de luchtbombardementen door de Britten en de artilleriebeschietingen door het Rode Leger tijdens de Tweede Wereldoorlog, werd eind jaren zestig ondanks protesten opgeblazen.

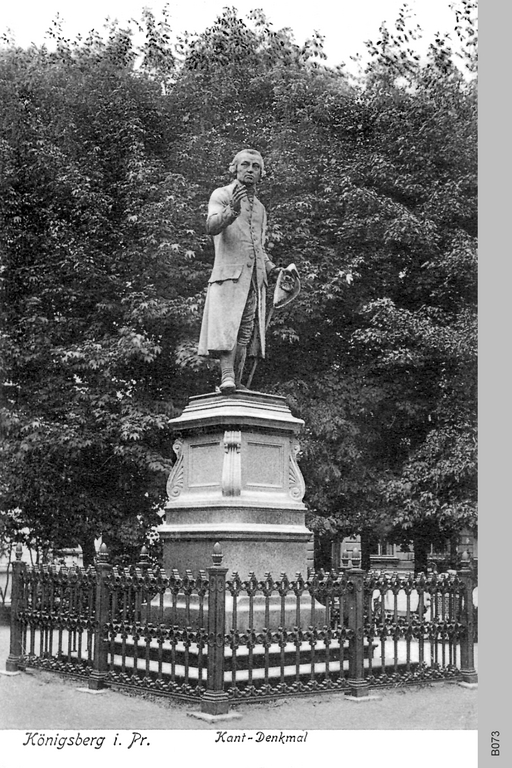
Standbeeld van Kant in 1909

#### Monumenten
De stad Koningsbergen liet voor 7.300 daalders een standbeeld maken voor Immanuel Kant door de Berlijnse beeldhouwer Christian Daniel Rauch. Het standbeeld ging verloren in de oorlog. De Sovjets plaatsten op de sokkel tijdelijk een buste van communist Ernst Thälmann. Begin jaren negentig stelde gravin Marion Dönhoff een nieuw standbeeld voor dat in de Gipsformerei gemaakt werd en na restauratie van de oude sokkel op 27 juni 1992 opnieuw voor de universiteit kwam te staan. Er waren nog talloze andere monumenten in de stad waarvan er slechts enkele bewaard zijn gebleven.

### Sport
Zoals overal in Europa was voetbal de belangrijkste sport in Oost-Pruisen. Verder werd er voornamelijk aan hockey, roeien, zeilen en paardensport gedaan.
Het voetbal kwam door de afgelegen ligging van Koningsbergen pas later naar deze stad. In 1900 werd FC 1900 Königsberg opgericht, dat later VfB Königsberg zou heten. Samen met SV Prussia-Samland Königsberg zou dit de succesvolste club van de stad worden. In 1904 werd de Königsbergse voetbalbond opgericht die tot 1908 zou bestaan toen deze opging in de Baltische voetbalbond. Andere clubs uit de stad waren Rasensport-Preußen Königsberg, Reichsbahn SG Königsberg, SpVgg ASCO Königsberg, SV Concordia Königsberg, Königsberger TSV en MTV Ponarth. Deze clubs speelden voornamelijk in de stadscompetitie. De kampioen daarvan nam deel aan het Oost-Pruisisch voetbalkampioenschap dat elk jaar door een club uit Koningsbergen gewonnen werd, op 1933 na toen SV Hindenburg Allenstein kampioen werd. De Oost-Pruisische kampioen ging nog verder naar de Baltische eindronde waaraan ook clubs uit West-Pruisen en Pommeren deelnamen. Ook hier waren VfB en Prussia-Samland de grote winnaars die samen respectievelijk elf en vijf titels behaalden. Op nationaal vlak bleken de clubs echter niet opgewassen tegen de clubs uit westelijker landsdelen en in de nationale eindronde werden zij uitgeschakeld.
Nadat de NSDAP in 1933 aan de macht gekomen was, werd de competitie grondig geherstructureerd. Er kwam nu een Gauliga Ostpreußen. Door concurrentie van Preußen Danzig, Yorck Boyen Insterburg en Hindenburg Allenstein slaagde VfB er pas in 1940 in om kampioen te worden en ze won dan ook vijf titels op rij, maar opnieuw zonder enig daaropvolgend nationaal succes. Door de mobilisatie verdwenen de meeste spelers naar het front. 
Na de oorlog bestonden de clubs feitelijk niet meer en richtten de Sovjetautoriteiten nieuwe clubs op.

### Culinaire specialiteiten
- Ossenbloed
- Königsberger Klopse
- Koningsbergse marsepein
- Königsberger Fleck
- Bärenfang
- Kopskiekelwein (Johannisbeerwein)

## Infrastructuur en economie

### Verkeer

#### Wegen
De eerste moderne verkeersweg werd in 1828 voltooid, de rijksweg naar Berlijn, de latere Reichsstraße 1. In de volgende decennia werd het stratennetwerk verder verlengd naar Tilsit (1832), Gumbinnen (1835) en Labiau (1853). Op 3 december 1938 werd de autobaan Elbing-Koningsbergen geopend.

#### Spoorwegen
De eerste trein in Oost-Pruisen reed op 2 augustus 1853 van Koningsbergen naar Braunsberg. Vanaf 1857 had de Preußische Ostbahn verbindingen tot in Berlijn. Op 1 oktober 1867 werd het eerste spoor naar Sint-Petersburg geopend. In 1868 werd de door privé-investeerders de Ostpreußische Südbahn geopend met verbindingen naar Lyck en Prostken, die op Russisch grondgebied verder spoorde naar Odessa aan de Zwarte Zee. Deze onderneming werd in 1903 genationaliseerd en ondergebracht bij de Reichsbahndirektion Königsberg.

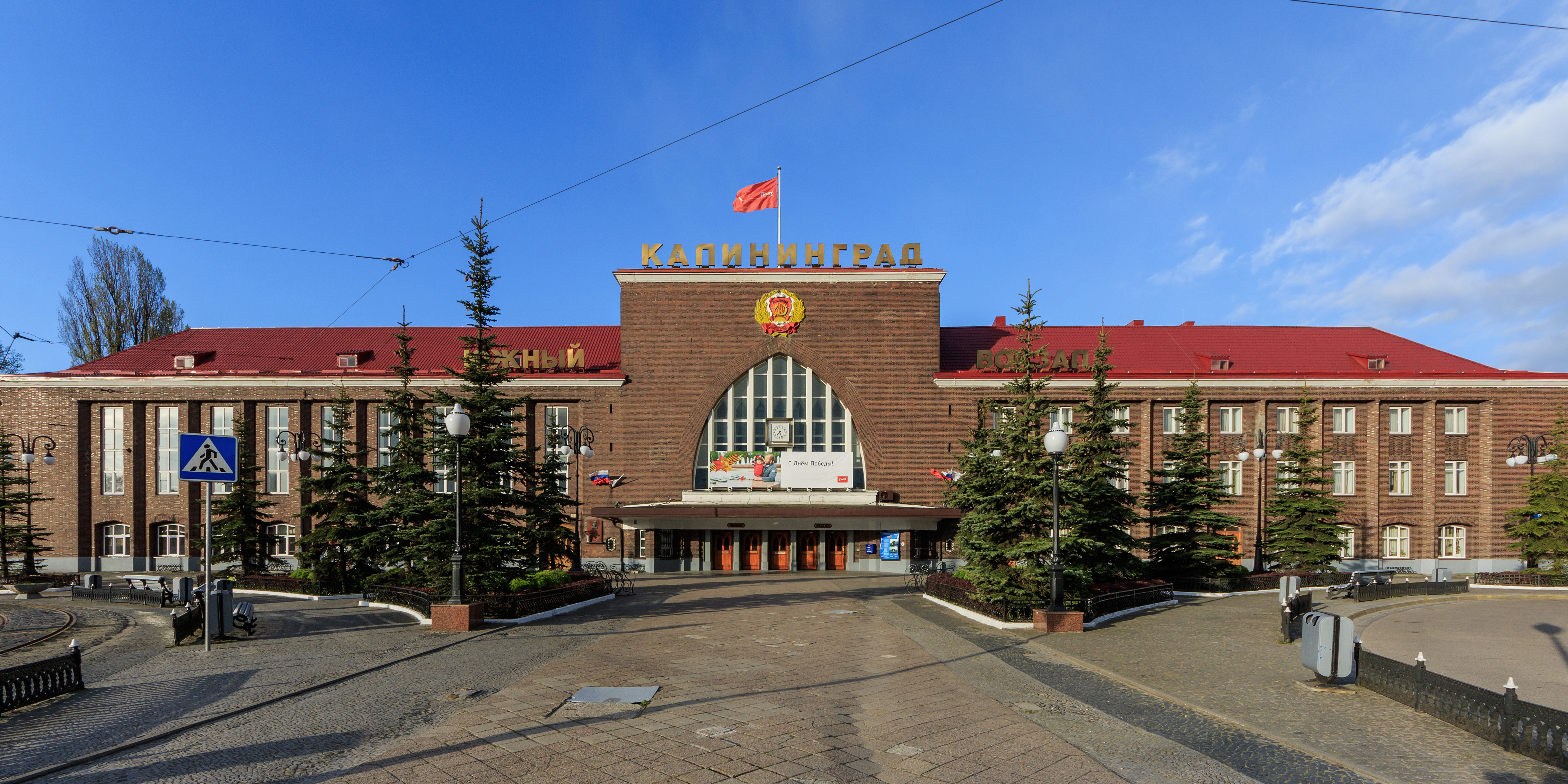
Hauptbahnhof, gebouwd in 1929

Op 19 september 1929 werd het nieuwe Hauptbahnhof geopend. Een jaar later werd het Nordbahnhof gebouwd op de Hansaplatz, het grootste privéstation van het Duitse Rijk. Dit station werd voornamelijk gebruikt voor het verkeer in Samland en werd uitgebaat door de Samlandbahn. Koningsbergen was ook het hoofdkwartier van de Ostdeutsche Eisenbahn-Gesellschaft. Op 22 januari 1945 verliet de laatste trein de stad richting Berlijn voor de capitulatie van de Wehrmacht.

#### Openbaar vervoer
Op 26 mei 1881 vertrok de eerste normaalsporige paardentram. Door de technische vooruitgang volgde het meterspoor in 1895. In 1943 volgde de eerste trolleybuslijn.

#### Scheepvaart
Als Hanzestad was zeehandel van het grootste belang voor de stad. In andere Hanzesteden vindt men nog steeds verwijzingen op pakhuisgevels met de naam Koningsbergen. Er was naast koopvaardij ook een visserijvloot, die viste met zeilboten, voornamelijk op het Frisches Haff. Op 7 februari 1855 werd de eerste Duitse zeilclub opgericht, de SC RHE.
De Verein für die Rettung Schiffbrüchiger (vereniging voor de redding van schipbreukelingen) werd in 1866 opgericht door professor K. Burow en R. Kleyenstuber. Het in Pillau gestationeerde reddingsschip heette Konsul Kleyenstuber.
Nadat Oost-Pruisen conform het Verdrag van Versailles van de rest van Duitsland was gescheiden, was ook voor een rechtstreekse verbinding zonder douanehindernissen de uitbreiding van de zeehaven nodig. Er kwamen drie havenbekkens, een voor industrie, een voor handel en een voor hout. De haven en luchtvaart waren van groot belang tijdens de isolatie van het gebied.

#### Luchtvaart
Na de Eerste Wereldoorlog werd de reeds bestaande militaire luchthaven in 1919 verbouwd tot burgerluchthaven Devau, waar verbindingen met Berlijn, Stockholm en Moskou onderhouden werden. De luchthaven was een van de oudste burgerluchthavens ter wereld en Devau onderstreepte de functie van Koningsbergen als draaischijf tussen oost en west.

### Economie
De geografische ligging van Koningsbergen als knooppunt van de handel met Oost-Europa vormde het economische leven van de stad. Het begon al met de verlening van markt- en stadsrechten aan de drie nederzettingen 700 jaar eerder in de hanzetijd. De gilde, de invoering van maatregelen zoals het stapelrecht en de vereniging van de drie steden in 1724 waren de basis van een welvarende ontwikkeling. Ook de industriële revolutie en de daarmee gepaard gaande moderne verkeersontwikkeling waren een positieve factor voor de stad. Deze voorwaarden droegen ertoe bij dat Koningsbergen het economische centrum werd van het Baltische gebied en concurrerende steden als Danzig en Riga op de tweede en derde plaats hield.

#### Haven

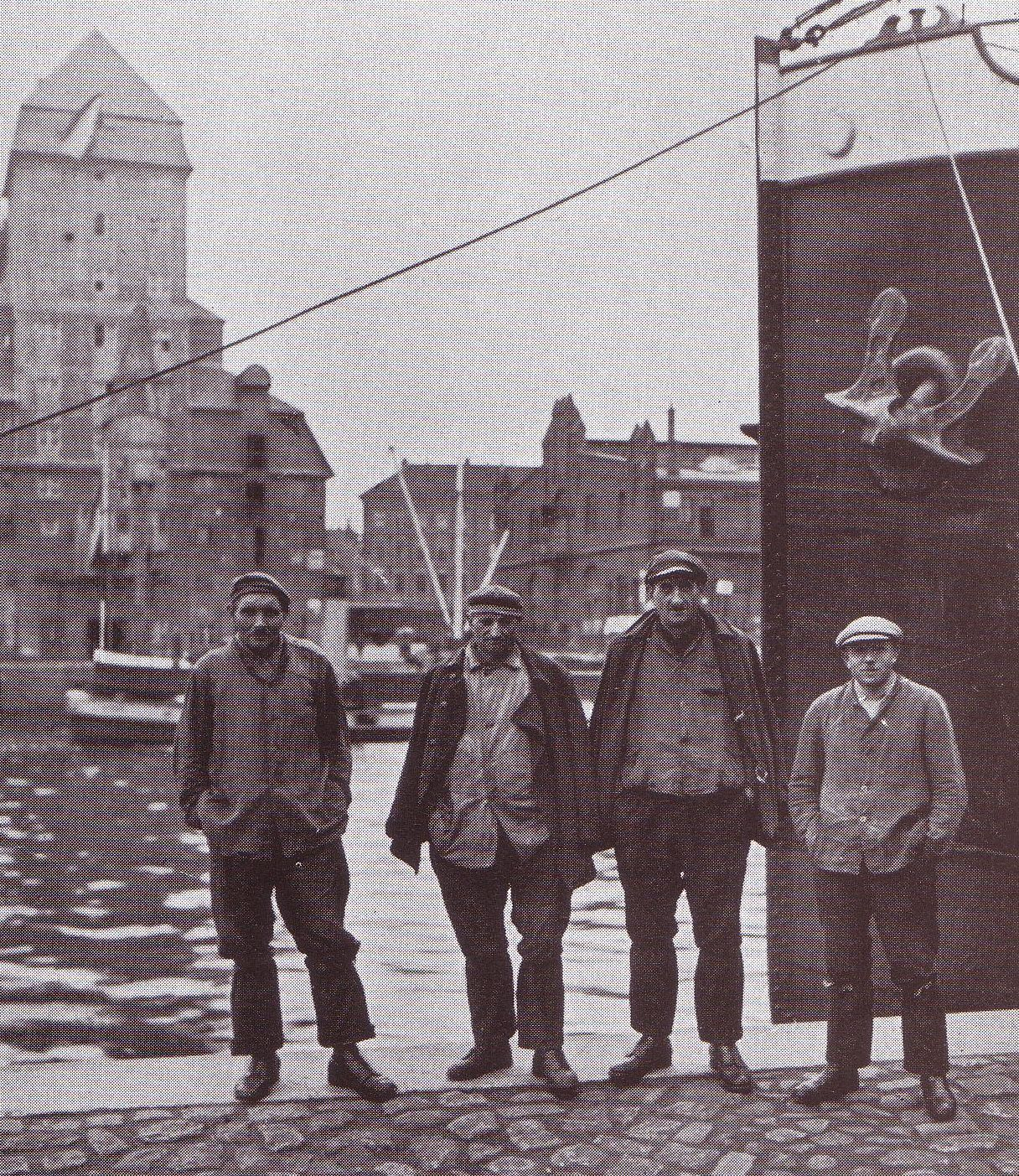
Stuwadoors in de haven.

De haven was al landelijk bekend in de middeleeuwen. Een eerste vermelding was er al in 1339. De Pregel werd in 1440 al voor de eerste keer verdiept. In 1730 voeren 872 schepen de stad binnen. In 1828 voer de eerste stoomboot, de Copernicus de haven binnen. Vanaf 1840 waren er regelmatige stoombootverbindingen naar Pillau en Danzig. In 1872 ontlaadden 3741 schepen hun vracht in de haven. Het Königsberger Seekanal werd in 1901 in gebruik genomen en drie jaar later werden er meerdere hangars gebouwd.
In 1924 werd een nieuw zeehavenbekken aangelegd. Door de isolatie van Oost-Pruisen na de Eerste Wereldoorlog groeide de haven aan de Pregel uit van rivierhaven tot een van de modernste zeehavens van de Oostzee. Er ontstonden drie moderne havenbekkens naast de lagergelegen en moderne laadinstallaties. Eén bekken diende met zijn magazijnen voor stukgoederen en kreeg in 1939/40 ook een graanschuur (de grootste van Europa). Een ander bekken was enkel voor de graanhandel en het derde bekken voor de houthandel. De nieuwe haven telde bijna 8 kilometer kaaimuren, 160.000 m² opslagruimten, een koelhuis, tankinstallaties, 30 mechanische kranen en een havenstation. Door een nieuwe verdieping van acht meter van het zeekanaal in 1930 werd de haven nog beter bereikbaar. Het vaarwater bleef zelfs in de strengste winters bevaarbaar door de inzet van ijsbrekers. In de jaren dertig was de haven de modernste van de Oostzee en telde in 1938 4210 vrachtschepen die hun lading kwamen lossen. Door de verdieping van de Pregel was de binnenstad zelfs bereikbaar voor grotere schepen.

#### Deutsche Ostmesse Königsberg
De eerste Deutsche Ostmesse werd in 1920 geopend door rijkspresident Friedrich Ebert. Aanvankelijk ging de beurs voornamelijk om landbouwinvesterings- en consumptiegoederen, maar de beurs groeide al snel uit tot de tweede grootste van Duitsland, na die van Leipzig. Naast de groothandel was er ook handel in koloniale producten, ijzer, ijzerproducten, linnen, hennep, huiden, leder, bouwmaterialen, kolen, textielproducten, hout en brandstof. In 1925 werd het Huis van de Techniek gebouwd. De Ostmesse versterkte de economische relaties van de exclave Oost-Pruisen met de rest van het Rijk en effende ook het pad voor de Duitse economie met de Oost-Europese markten. In 1930 had de beurs 120.000 bezoekers, waarvan 2500 buitenlanders. In 1937 kwamen er 204.000 bezoekers. De laatste beurs vond plaats in 1941.

#### Industrie
Hoewel handel en vervoer belangrijker waren in de stad ontwikkelden zich ook enkele belangrijke industrietakken. De houtindustrie was altijd van groot belang voor de stad. Hierdoor ontstonden er twee grote celstoffabrieken in de stad. Ook landbouwindustrie, scheepswerven, baksteenindustrie, wagonbouw, machine- en textielindustrie waren belangrijk voor de stad. De stad produceerde twee producten die wereldwijd bekend werden: barnsteen en marsepein. Het Königsberger Marzipan maakte de stad wereldwijd bekend. De Union Gießerei Königsberg was de belangrijkste machinebouwonderneming van de stad. Konigsbergen was ook de hoofdzetel van de Oost-Pruisische barnsteenfabrieken.

#### Dienstverleningssector
Ver buiten de stad bekend was de boekhandel Gräfe und Unzer, gesticht in 1722 als Buchhandlung Gottfried Eckart en na groei van het bedrijf werd het in de 19e eeuw Gräfe und Unzer. Otto Paetsch, die in 1902 partner werd en in 1927 eigenaar maakte het bedrijf tot een van de grootste en modernste boekhandels. De gebouwen werden niet volledig verwoest bij de bombardementen in 1944.
Er waren ook verschillende banken in de stad. De Hypothekenbank van de Ostpreußische Landschaft. In 1871 werd de Königsberger Vereinsbank opgericht en in 1885 de Norddeutsche Creditanstalt. De stad was ook de hoofdzetel van de Nordstern-Versicherungen.

#### Telecommunicatie
Het telefoonnet van Koningsbergen startte in 1883 met 25 lijnen. In 1891 waren er dat al 563 en vanaf 1893 kwam er verbinding met Berlijn. In 1908 waren er 3226 lijnen en in 1928 11300. In 1893 werden er dagelijks zo’n 6677 gesprekken gevoerd en in 1928 waren er dat al tussen de 80 en 90.000.

### Onderwijs

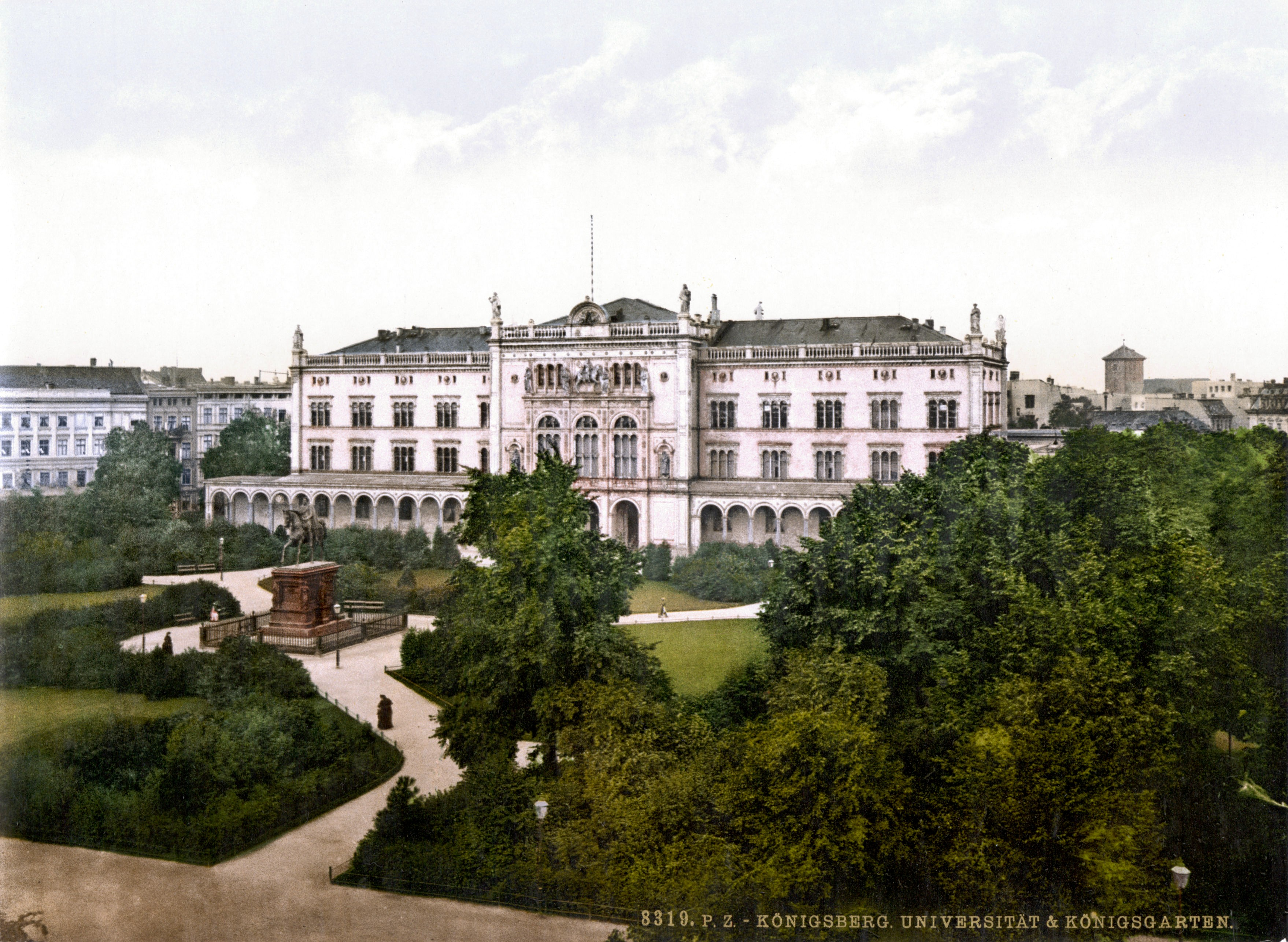
Albertinauniversiteit en de dom omstreeks 1900

#### Universiteit en hogeschool
De Albertina-universiteit was een hogeschool met een vermaarde bibliotheek. Hierbij behoorden ook de Silberbibliothek en de Wallenrodtsche Bibliothek. Enige tijd was de universiteit een van de vermaardste centra van onderzoek in wiskunde en natuurkunde in Europa totdat de universiteit van Göttingen die plaats overnam. Naast de universiteit was er ook nog een Kunstacademie en handelshogeschool.

#### Scholen
De scholen van Koningsbergen, in het bijzonder de humanistische gymnasia: Altstädtisches Gymnasium, Collegium Fridericianum, Kneiphöfisches Gymnasium hadden een uitstekende reputatie. Vele scholen werkten met het Königsberger Schulplan van Wilhelm von Humboldt. De stad had echter ook nog andere scholen: Königliches Wilhelms-Gymnasium, Königliches Hufengymnasium, Burgschule, Löbenichtsches Realgymnasium en Mädchengewerbeschule.

## Geboren in Koningsbergen
- Maria Eleonora van Brandenburg (1599-1655), koningin-gemalin van Zweden
- Michael Willmann (1630–1706), barokschilder in dienst van de Kerk werkzaam in Silezië en aan het hof in Berlijn.
- Alexander von Dönhoff (1633–1742), invloedrijk Pruisisch generaal-majoor uit een van de oudste en machtigste Oost-Pruisische geslachten
- Georg Friedrich Rogall (1701–1723), voorloper van het Oost-Pruisische piëtisme en directeur van het Collegium Fridericianum
- Immanuel Kant (1724–1804), hoogleraar met wereldfaam in de filosofie en ethiek. Legde de grondslag voor een systeem van kritische filosofie, dat grote invloed op de ontwikkeling van het denken zou blijven houden.
- Johann Georg Hamann (1730–1788), religieus filosoof en opponent van Kant; tevens voorloper van de Sturm und Drang.
- Zacharias Werner (1768–1823), als dichter en dramaturg belangrijk vertegenwoordiger van de Duitse Romantiek
- William Motherby (1776–1847), veearts en veehouder, begon als eerste in 1803 met de pokken-inenting, oprichter van de Gesellschaft der Freunde Kants
- Ernst Theodor Amadeus Hoffmann (1776–1804), jurist, schrijver, componist en tekenaar van een eigen en bijzonder origineel romantisch-surrealistisch genre
- Gotthilf Hagen (1797–1884), Duits ingenieur die samen met Poiseuille de Wet van Hagen-Poiseuille ontdekte
- Johann Jacoby (1805–1877), radicaal-liberaal, deelnemer aan het Frankforter parlement (1848), opposant van Bismack na de eenwording van Duitsland als keizerrijk, bleef ondanks rechtspositionele belemmeringen actief in de joodse gemeenschap
- Martin Sigismund Eduard Simson (1810–1899), parlementariër en juridisch hoogleraar van joodse afkomst, in 1888 door keizer Wilhelm II in de adelstand benoemd (sindsdien 'von Simson')
- Otto Nicolai (1810–1849), organist, dirigent en componist, eerst in Berlijn en dan als kapelmeester van het koninklijke hofoperatheater in Wenen. Bekend gebleven van de opera 'Die lustigen Weiber von Windsor', libretto naar Shakespeare.
- Fanny Lewald-Marcus (1811–1889), realistisch-feministisch schrijfster van joodse afkomst
- Johann Georg Rosenhain (1816–1887), van joodse afkomst, wiskundige, om zijn vernieuwend werk in 1846 bekroond door de Académie des Sciences in Parijs
- Philipp zu Eulenburg (1820–1889), diplomaat van Saksische afkomst, in Pruisische dienst en belangrijk bij de vorming van het Wilhelminische keizerrijk
- Gustav Robert Kirchhoff (1824–1887), natuurkundige, ontdekker van de spectraalanalyse samen met Bunsen, die daarvan de naamgever werd
- Otto Wallach (1847–1931), scheikundige en Nobelprijswinnaar (1910)
- Pavel Avgoustovitsj Pabst (1854 – Moskou 1897), Russisch pianist en componist
- David Hilbert (1862–1943), wiskundige
- Erich von Drygalski (1865–1949), poolonderzoeker van internationale faam, gaf zijn naam aan enkele poolgebieden
- Käthe Kollwitz (1867–1945), pacifiste, sociaal-naturalistisch beeldend kunstenaar
- Eugen Sandow (1867-1925), pionier op het gebied van bodybuilding
- Otto Braun (1872–1955), sociaaldemocratisch politicus, minister-president van de deelstaat Pruisen tijdens de Weimarrepubliek, vluchtte in 1933 voor de nazi’s
- Agnes Miegel (1879–1964), dichteres en schrijfster van een aan Oost-Pruisen verbonden genre
- Fritz Strich (1882-1963), germanist, hoogleraar in de letterkunde van de Romantiek, sinds 1929 in Zwitserland, waarmee hij vervolging vanwege zijn Joodse afkomst kon ontgaan
- Oskar von Hindenburg (1883–1960), Duits generaal en zoon van rijkspresident Paul von Hindenburg
- Moshe Smoira (Mozes Zmora, 1888–1961), emigreerde in 1922 naar Palestina en werd in 1948 de eerste president van het Israëlische hooggerechtshof
- Bruno Taut (1888–1938), architect en stedenbouwkundige
- Ehrenfried Günther Freiherr von Hünefeld (1892 – Berlijn, 1929), vliegenier, vloog met de Ierse majoor James Fitzmaurice en de Duitse kapitein Hermann Köhl voor de eerste maal van oost naar west over de Atlantische Oceaan
- Erich Wollenberg (1892–1973), communist, nam deel aan Spartacusopstand, werd gevangengezet, vertrok naar de Sovjet-Unie waaruit hij als trotzkist moest vluchten; vestigde zich na de oorlog in de Bondsrepubliek
- Werner Richard Heymann (1896–1961), componist en dirigent, vluchtte in 1933 vanwege zijn joodse afkomst naar de VS, kwam in 1951 terug naar München
- Fritz Albert Lipmann (1899–1986), Duits-Amerikaans biochemicus en Nobelprijswinnaar (1953)
- Lili Henoch (1899 – Getto van Riga, 1942), joods atlete, verbeterde vier wereldrecords, vermoord door de nazi's
- Georg Spielmann (1908–1985), communistisch politicus, vocht mee in het Rode Leger en zette zijn carrière voort in de DDR
- Paul Gehlhaar (1905-1968), voetballer
- Leah Rabin-Schlossberg (1928–2000), Israëlisch vredesactiviste en vrouw van Yitzchak Rabin, voormalig minister-president van Israël
- Algis Budrys (1931–2008), sciencefictionschrijver
- Heinrich August Winkler (1938), historicus, nam deel aan de Duitse Historikerstreit als opponent van Nolde c.s.
- Reinhard Bonnke (1940–2019), evangelist
- Bernd Kannenberg (1942-2021), olympisch kampioen 50 km snelwandelen

## Trivia
- Zeven bruggen van Koningsbergen is een wiskundig vraagstuk.